# Vingadores: A Queda
Vingadores: A Queda, Vingadores: O Último Ato ou ainda Vingadores: O Fim de uma Era (no original, Avengers: Disassembled) é um arco de histórias em quadrinhos americanas publicado entre 2004 e 2005, em Avengers 500-503 e Avengers Finale, pela editora Marvel Comics. A história, escrita por Brian Michael Bendis e desenhada por David Finch, mostra a dissolução do grupo Vingadores.

## Enredo
Esta saga mostra o fim dos Vingadores na sua formação mais duradoura. A mansão dos heróis foi destruída: eles foram atacados pelos Kree (aliens, que são velhos inimigos do grupo). A Mulher-Hulk enlouqueceu, agindo como o Hulk por um breve período (no qual ela destruiu o Visão), entre outros fatos. Foram convocados todos os heróis que já haviam participado do grupo para ajudar na situação. No fim da história, descobriu-se que tudo foi feito pela Feiticeira Escarlate, vingadora que havia perdido o controle sobre seus poderes de alteração da realidade, ao ser levada a crer que perdeu seus filhos (descobriria-se um bom tempo depois que, na verdade, estavam vivos, e são atualmente Wiccano e Célere dos Jovens Vingadores). Após derrotarem a colega, os Vingadores deixaram-na com o vilão Magneto, pai da heroína, para que ele a levasse até Genosha, para ser tratada por Charles Xavier. Os acontecimentos dessa história levaram até a saga Dinastia M.

## Publicação no Brasil
A história foi publicada em formato de encadernado, no ano de 2008, pela Panini Comics. A história também foi encadernada como parte da Coleção Oficial de Graphic Novels, do Editorial Salvat. Em 2018, o arco foi republicado pela Panini na linha "Marvel Deluxe".